# Lola Anglada

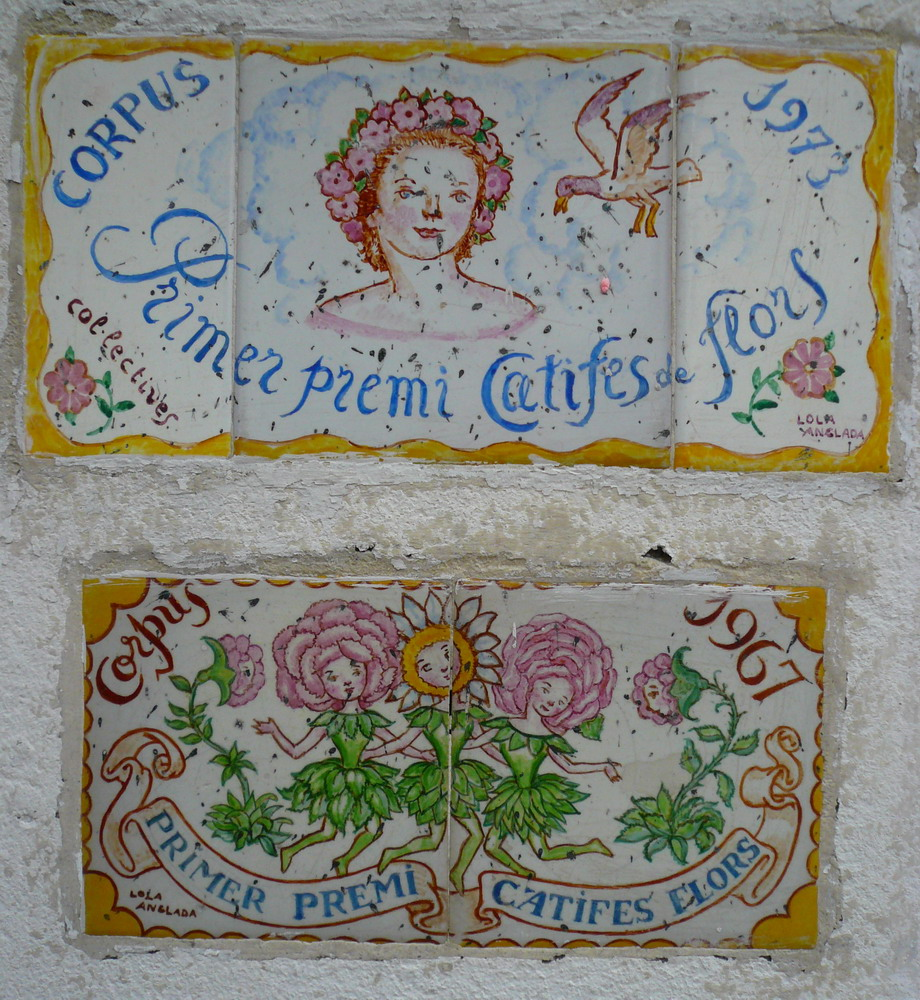
Lola Anglada realizó durante unos años las baldosas de cerámica con las que se premiaban las mejores alfombras de flores de la procesión del Corpus en Sitges.

Lola Anglada i Sarriera (Barcelona; 1896-Tiana, Barcelona; 1984) fue una escritora, historietista, ilustradora, pintora y escultora española de cuentos infantiles. Diversas asociaciones juveniles han adoptado su nombre, lo que es muestra de la admiración que se le profesa.

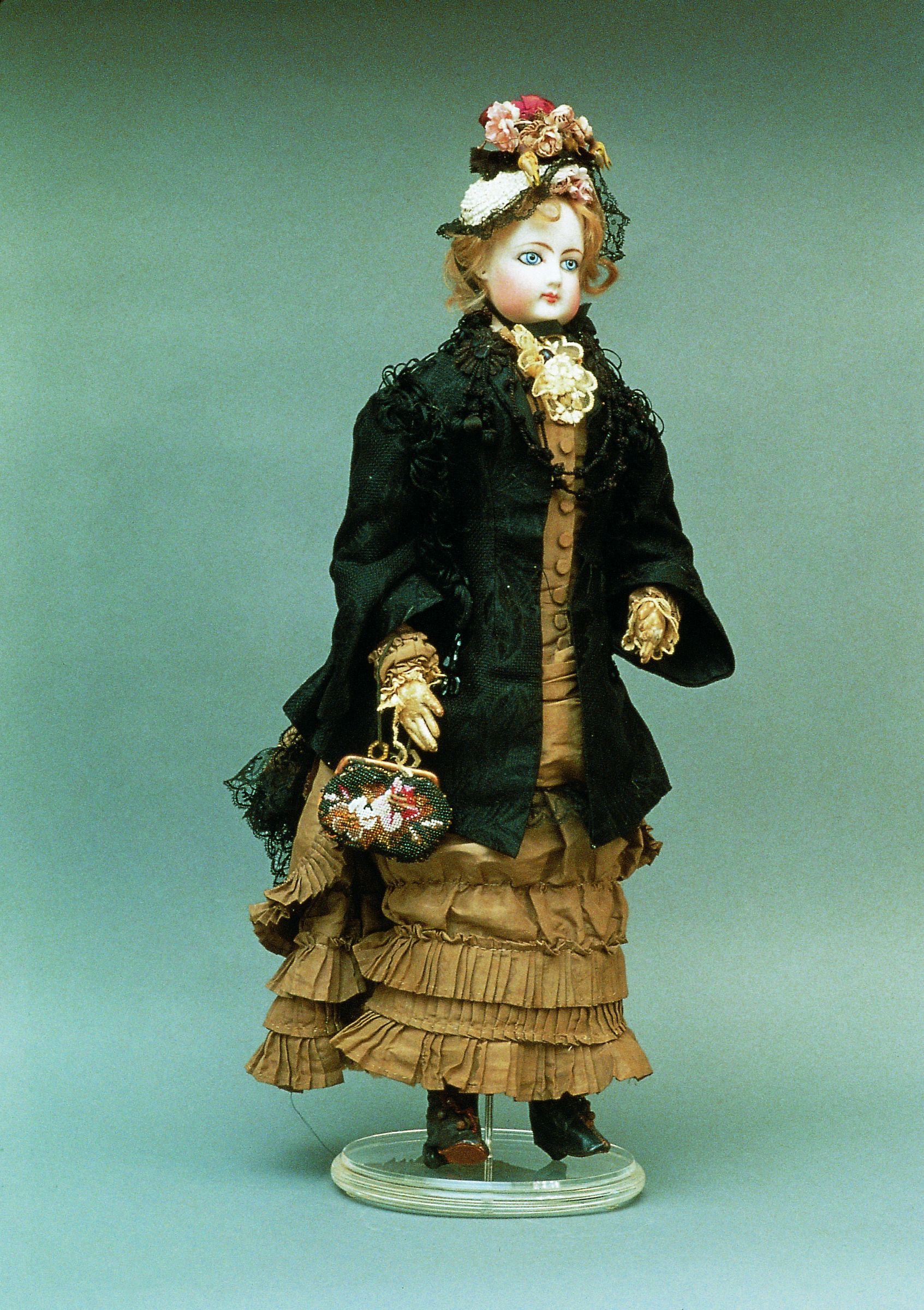
Muñeca de porcelana vestida de época, 1877. Colección de Muñecas y Juguetes de Lola Anglada. Museo Romántico Can Llopis, Sitges

## Biografía
Lola Anglada estudió en la Escuela Llotja de Barcelona al lado de Antoni Utrillo y Joan Llaverias, impulsada por su determinación de ser ilustradora, pero sería expulsada poco después por la intervención de la organización derechista "Defensa Social", por considerar que no era adecuado que una joven viera los modelos desnudos en las clases de dibujo al natural. Más tarde, y también durante un breve período, ingresaría en la academia de Francesc d'A. Galí, donde conocería a Cristòfol Ricart y Joan Miró, estableciendo con este último una estrecha amistad tanto en lo personal como en lo artístico. Finalmente sería Joan LLaverias quien se ocuparía de su formación y pondría a Lola Anglada en contacto con diversas revistas, lo que más adelante le llevaría a realizar su primera exposición en la Sala Parés de Barcelona y a publicar en el semanario ¡Cu-Cut!. Su trabajo como dibujante de revistas tuvo lugar en diferentes publicaciones, además de en la mencionada ¡Cu-Cut!, también en En Patufet, Virolet o La Mainada, siendo de destacar el hecho de que sería la única mujer dibujante que colaboraría con estas revistas. Llegaría incluso a fundar su propia revista La Nuri, enfocada hacia un público femenino, de la que publicaría un único número en 1925. Además de fundadora se encargaba de la dirección y edición de la revista.
Al finalizar la Primera Guerra Mundial viajó a París gracias a una beca del Gobierno francés, colaborando con diversas editoriales de la capital francesa, donde se relacionó con Francesc Macià y Josep Clarà. En París se puso muy enferma y tuvo que volver a Cataluña donde encontró la paz y sosiego para su convalecencia en el pueblo de Cervelló (en Bajo Llobregat, Barcelona). En una masía, cerca del templo románico de Santa Maria, pudo rehacer su vida -ya que había llegado al límite de la muerte-. Por esos momentos tan difíciles de su vida, que le marcaran un antes y un después, Lola se propone escribir los textos de sus propios libros. Así pues, en medio de aquel paisaje rural e indómito, se inspiró para crear el personaje de su primer gran libro Margarida, fiel autorretrato suyo y que publicará en 1929. De nuevo, con la dictadura de Primo de Rivera en España, vuelve a París y viaja a Barcelona de vez en cuando. Fue la primera ilustradora catalana y española profesional.
Comprometida con los valores democráticos y la causa catalanista, organizó una solicitud de amnistía para los acusados de participar en el complot de Garraf contra el rey Alfonso XIII. 
Durante la Guerra civil española se afilió a la UGT y colaboró en la Comisariado de propaganda; con esta última publicaría en plena guerra civil española (1937) el que tal vez es su cuento más emblemático y reconocido: El més petit de tots. Era un cuento de ideología antifascista, protagonizado por un niño.
Una vez acabada la guerra, se instaló definitivamente en Tiana, en la finca de veraneo de la familia, donde fue represaliada por el franquismo y casi olvidada (su carrera quedó truncada a pesar de ser la mejor ilustradora) ya que trabajó como dibujante como pudo en obras de encargo. La Diputación de Barcelona le prometió un museo -que aun no ha cumplido -y eso que ella dejó a la institución su obra, terrenos, fincas... para satisfacer el deseo de su creación- y tampoco Tiana, su población,
La Generalidad de Cataluña le concedió la Creu de Sant Jordi en 1981. Murió en el 12 de septiembre de 1984. 

### Obra
- Contes del Paradís, 1920
- En Peret, 1928, ilustrado y hecho por ella misma.
- Margarida, 1929, ilustrado por ella misma.
- Monsenyor Llangardaix, 1929
- El més petit de tots, 1937, ilustrado por ella misma.
- La Barcelona dels nostres avis, 1949
- La meva casa i el meu jardí, 1958
- Martinet, 1960
- Les meves nines, 1983
- Y muchas obras más en catalán, castellano, francés y en otros idiomas de Europa que ilustró por encargo.

## Reconocimientos
En julio de 2018 la Asociación “Herstóricas. Historia, Mujeres y Género” y el Colectivo “Autoras de Cómic” creó un proyecto de carácter cultural y educativo para visibilizar la aportación histórica de las mujeres en la sociedad y reflexionar sobre su ausencia consistente en un juego de cartas. Una de estas cartas está dedicada a Anglada.